# Barney (Dakota del Nord)
Barney és una població dels Estats Units a l'estat de Dakota del Nord. Segons el cens del 2000 tenia 69 habitants.

## Demografia
Segons el cens del 2000, Barney tenia 69 habitants, 25 habitatges, i 17 famílies. La densitat de població era de 166,5 hab./km².
Dels 25 habitatges en un 36% hi vivien nens de menys de 18 anys, en un 56% hi vivien parelles casades, en un 8% dones solteres, i en un 32% no eren unitats familiars. En el 16% dels habitatges hi vivien persones soles el 12% de les quals corresponia a persones de 65 anys o més que vivien soles. El nombre mitjà de persones vivint en cada habitatge era de 2,76 i el nombre mitjà de persones que vivien en cada família era de 3,35.
Per edats la població es repartia de la següent manera: un 33,3% tenia menys de 18 anys, un 7,2% entre 18 i 24, un 21,7% entre 25 i 44, un 26,1% de 45 a 60 i un 11,6% 65 anys o més.
L'edat mediana era de 36 anys. Per cada 100 dones de 18 o més anys hi havia 91,7 homes.
La renda mediana per habitatge era de 36.875 $ i la renda mediana per família de 46.667 $. Els homes tenien una renda mediana de 34.375 $ mentre que les dones 19.375 $. La renda per capita de la població era de 14.079 $. Cap de les famílies i el 7,6% de la població estaven per davall del llindar de pobresa.

## Poblacions més properes
El següent diagrama mostra les poblacions més properes.